# Hvide Sande (tv-serie)
Hvide Sande er en dansk tv-serie som blev sendt på TV 2 i 2021 på 8 afsnit. Serien handler om to undercoverbetjente, som bliver sendt til den vestjyske kystby Hvide Sande for at opklare et uopklaret mord på en ung tysker. Serien er skrevet af A.J. Kazinski.

## Sæsoner

### Sæson 1
| Episode i serie | Episode i sæson | Titel               | Beskrivelse | Længde (minutter) |
| --------------- | --------------- | ------------------- | --- | ----------------- |
| 1               | 1               | Varm velkomst       | Et år er gået, siden den unge tysker Sebastian blev myrdet på den jyske vestkyst, og sagen er stadig uopklaret. Men så sættes to betjente ind undercover.        | 41                |
| 2               | 2               | Vidnet              | Helene og Thomas trænger dybere ind i lokalmiljøet og møder byens prominente personer. De møder også surferpigen Michelle, der tilsyneladende har hemmeligheder  | 40                |
| 3               | 3               | Kærlighedens væg    | Livet som ægtepar sættes på prøve, da Helene og Thomas inviteres til middag hos ægteparret Peter og Susanne. Kan Thomas og Helene fremstå som et troværdigt par? | 40                |
| 4               | 4               | Natteravnen         | Thomas arbejder på at åbne caféen, og Helene har fået en tjans på byens plejehjem. Her møder hun en gammel, dement mand, Laurits, der kaldes for 'Natteravnen    | 43                |
| 5               | 5               | Fortidens spøgelser | Helene prøver at finde ud af, hvem 'Natteravnen' er, mens Thomas graver i Sebastians fortid. Og så dukker gangsteren Jimmy pludselig op i Hvide Sande            | 40                |
| 6               | 6               | Nazi-kortet         | Thomas går på jagt i miljøet omkring samlere af ting fra 2. verdenskrig, da det kan have forbindelse til Ulriks død. Helene forsøger at få mere ud af Laurits.   | 42                |
| 7               | 7               | Under overfladen    | Thomas finder bogen, som Sebastian tog fra arkivet, og den fører Thomas og Helene til den gamle dame, Dagmar. Et spor fører også Thomas til et værksted.         | 40                |
| 8               | 8               | En god by           | Thomas og Helene rykker tættere på morderen, og det viser sig at handle om kærlighed, jalousi og penge. Og hvad skal der ske med de to, når sagen er opklaret?   | 42                |

### Sæson 2
| Episode i serie | Episode i sæson | Titel              | Første gang vist | Beskrivelse | Længde (minutter) |
| --------------- | --------------- | ------------------ | ---------------- | --- | ----------------- |
| 9               | 1               | Manden i poolen    | 23. marts 2025   | Den rutinerede drabsefterforsker Maj flytter efter en stressrelateret blodprop til Hvide Sande for at finde ro. Men en lokal mordsag trænger sig på.          | 44                |
| 10              | 2               | Skibsdrengen       | 30. marts 2025   | Maj kan ikke holde sig fra mordsagen og tilbyder at hjælpe lokalbetjenten Bjørn. Og hun har allerede har fået kontakt til den hovedmistænkte på skrivekurset. | 43                |
| 11              | 3               | Den manglende time | 6. april 2025    | Mens Maj prøver at spore sin mystiske skrivemaskine, forfølger Bjørn sporet til Ricky. Samtidig fortæller kvinden, der fandt Greis, ikke hele sandheden.      | 43                |
| 12              | 4               | Den levende fortid | 13. april 2025   | Den sidste pige fra skoleskibet dukker op i en overraskende sammenhæng tæt på Hvide Sande. Maj prøver at få sandheden om fortiden ud af hende.                | 43                |
| 13              | 5               | Ocean West         | 20. april 2025   | Erhvervsmanden Isaksen kommer i søgelyset, da han har købt Greis' grund. Majs privatliv bliver en belastning og risikerer at få fatale konsekvenser.          | 44                |
| 14              | 6               | Den sidste sag     | 27. april 2025   | Majs tætte relation til en af de mistænkte spænder ben for opklaringen, og hun må spørge sig selv, om det er tid til at lægge politiarbejdet helt bag sig.    | 44                |

## Medvirkende
- Carsten Bjørnlund som drabsbetjent Thomas Beckman

- Marie Bach Hansen som undercovereksperten Helene Falck
- Bodil Jørgensen som Thomas og Helenes chef Ellen Christensen.
- Amanda Friis Jürgensen som Michelle, datter af Thorbjørn
- Bjarne Henriksen som Thorbjørn

### Sæson 2
- Anne Louise Hassing -	Maj Lorentsen
- Allan Hyde - Bjørn Lassen
- Jesper Asholt - Peter
- Frederikke Dahl Hansen - Ninna
- Herman Bille Lumholt Hakesberg - Villads
- Anders Brink Madsen - Johannes
- Johanne Louise Schmidt - 	Ingeborg